# Tashi Namgyal
Tashi Namgyal (Sikkimese: བཀྲ་ཤིས་རྣམ་རྒྱལ་; Wylie: Bkra-shis Rnam-rgyal) (26 de octubre de 1893 – 2 de diciembre de 1963) fue el gobernante Chogyal (Rey) del Reino de Sikkim de 1914 a 1963. Fue el hijo de Thutob Namgyal.